# Marrubium
Marrubium és un gènere amb 144 espècies de plantes de flors pertanyent a la família de les Lamiaceae.

## Taxonomia
- Marrubium alyssoides Pomel
- Marrubium alysson L.
- Marrubium anisodon K.Koch
- Marrubium aschersonii Magnus
- Marrubium astracanicum Jacq.
- Marrubium atlanticum Batt.
- Marrubium ayardii Maire
- Marrubium × bastetanum Coincy
- Marrubium bourgaei Boiss.
- Marrubium catariifolium Desr.
- Marrubium cephalanthum Boiss. & Noë
- Marrubium cordatum Nábelek
- Marrubium crassidens Boiss.
- Marrubium cuneatum Banks & Sol.
- Marrubium cylleneum Boiss. & Heldr.
- Marrubium depauperatum Boiss. & Balansa
- Marrubium duabense Murata
- Marrubium echinatum Ball
- Marrubium eriocephalum Seybold
- Marrubium friwaldskyanum Boiss.
- Marrubium glechomifolium Freyn i Conrath
- Marrubium globosum Montbret & Aucher ex Benth.
- Marrubium heterocladum Emb. i Maire
- Marrubium heterodon (Benth.) Boiss. & Balansa
- Marrubium hierapolitanum Mouterde
- Marrubium incanum Desr.
- Marrubium leonuroides Desr.
- Marrubium litardierei Marmey
- Marrubium lutescens Boiss. & Heldr.
- Marrubium multibracteatum Humbert & Maire
- Marrubium × paniculatum Desr.
- Marrubium parviflorum Fisch. C.A.Mey.
- Marrubium peregrinum L.
- Marrubium persicum C.A.Mey.
- Marrubium pestalozzae Boiss.
- Marrubium plumosum C.A.Mey.
- Marrubium procerum Bunge
- Marrubium propinquum Fisch. & C.A.Mey.
- Marrubium rotundifolium Boiss.
- Marrubium supinum L.
- Marrubium thessalum Boiss. & Heldr.
- Marrubium trachyticum Boiss.
- Marrubium vanense Hub.-Mor.
- Marrubium velutinum Sm.
- Marrubium vulcanicum Hub.-Mor.
- Marrubium vulgare L.
- Marrubium werneri Maire